# マーサ・バスコンセロス

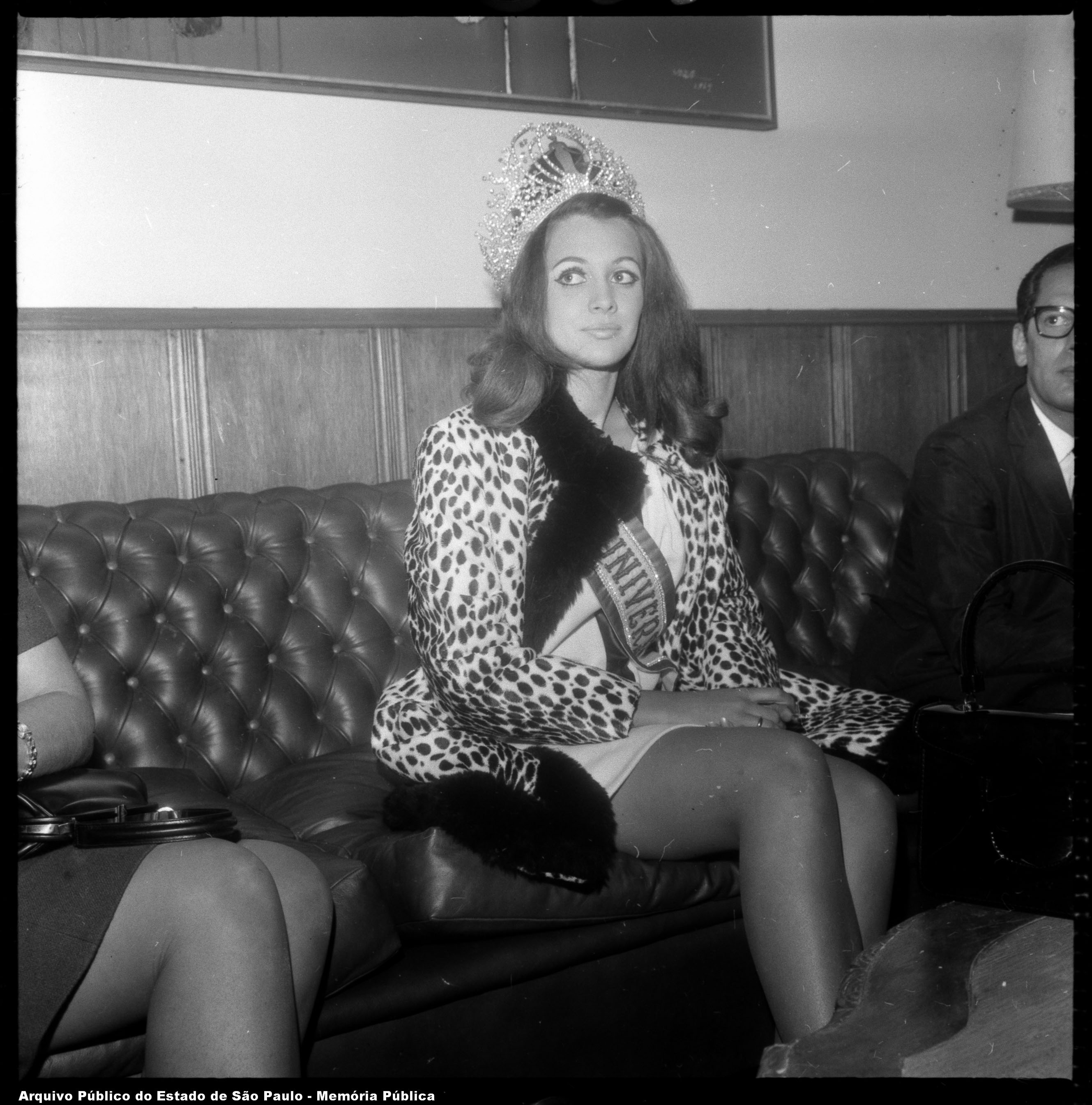
1968

マーサ・バスコンセロス(Martha Maria Cordeiro Vasconcellos、1948年6月18日- )は、ブラジルのミスコン女王。ミス・ユニバース1968優勝。

## 経歴
弁護士の父Ivo de Sá Vasconcellosと母Irene Vasconcellosの間に生まれる。
1968年、バイーア州サルヴァドールで識字教師をしていたマーサは、はじめミスコンには興味がなかった。母のいとこの説得によりミス・バイーアへの参加を決意するが、父親の反対によりそれは危ぶまれた。結局参加が叶い、1968年6月13日、優勝。
バイーア州を代表してミス・ブラジルに参加する権利を得たが、父親の反対はミス・バイーア参加時より強くなっていた。バイーア州知事Lomanto Júniorの介入により参加が叶う。知事の妻の秘書が決勝の地リオ・デ・ジャネイロに同行した。1968年6月29日、ミス・ブラジル1968で優勝。なお、このとき第3位だったMaria da Glória Carvalhoは、ミス・インターナショナル1968で優勝している。

### ミス・ユニバース
ブラジルからの出国に必要な書類に父親はサインを拒んだ。何とか説得して7月上旬、フロリダ州マイアミビーチに到着。13日の決勝でミスUSAのドロシー・アンステット（バスト40インチ）らを抑えて優勝。
座っている、他の候補者にもたれかかっている、あるいは立っている状態でさえも昼寝をする能力は地元記者たちの耳目を集めた。
ミスとしての任期の間、彼女はNASAへの訪問を含むいくつかの旅行をし、また教皇パウロ6世に謁見した。
しかしながら、彼女の生活態度は関係者の間で物議を醸した。戴冠式の翌日の夜以来、マーサはホームシックと12歳から交際しているボーイフレンドへの思慕に苦しんで、絶え間なく泣いていた。

### その後
ミスとしての任期を終えるとブラジルに帰国。その6日後、幼馴染のボーイフレンドReynaldo Loureiroと結婚。2子を設ける。
バイーア連邦大学に入学して心理学を学ぶが、妊娠のため学位取得は断念。
2000年以前に離婚。2000年、米国のボストンに移る。ケンブリッジ大学で精神保健カウンセリングを学び、学士号と修士号を取得。
また、女性に対する暴力と闘うためにNGOを主宰、その活動に関していくつかの賞を授与される(後述)。
米国で知り合った文学教授John Rielyと再婚。
Johnの死後、ブラジルに帰国。サルヴァドールに暮らす。
2015年、ジャーナリストのRoberto Macêdoは彼女の伝記をリリース。

## その他
1968年、サルヴァドール市長Antonio Carlos Osorioは、市内に建設中のトンネルに彼女の名をつけると発表。

### 社会的活動
Latin American Health Instituteで、HIV陽性と診断された人たちのセラピストとして活動を開始。また、刑務所から出て社会復帰を目指す人々のためのセラピストでもあり、両親の怠慢のために家庭から引き離された子供たちとともに働く。そして暴力と性的虐待に対して働きかけた。
家庭内暴力や性的暴力に苦しむ女性を支援するWomen’s Bar Foundationより賞を授与される。また、Miracle Mission賞を授与される。